# Buick Excelle
Buick Excelle (китайська: 别克凯越) — компактний автомобіль, що продається компанією Shanghai General Motors Company Limited (китайська: 上海通用汽车有限公司) концерну General Motors, під брендом Buick.
Оригінальний Buick Excelle був збудований на основі Daewoo Lacetti, що розроблений в Південній Кореї на Daewoo Motors. У той час як цей автомобіль спочатку продавався по всьому світу під брендом Daewoo. У 2004 році General Motors здійснив ребрендинг всіх продуктів Daewoo в Європі, змінивши назву на Chevrolet.
Наступник Excelle розробленого на основі Lacetti заснований на глобальній платформі GM "Delta II", який розроблений в Рюссельсхаймі компанією Opel в "Міжнародному технічному центрі розвитку" (ITDC). На цій же платформі розроблено Chevrolet Cruze і Opel Astra.
В 2009 році відбулась економічна криза, подальший розпад бренду Saturn і скорочення брендів GM для Північної Америки до чотирьох, що зумовило виробництво моделей Opel не під брендом Saturn, а під брендом Buick. В Китаї також продаються моделі Opel під брендом Buick.

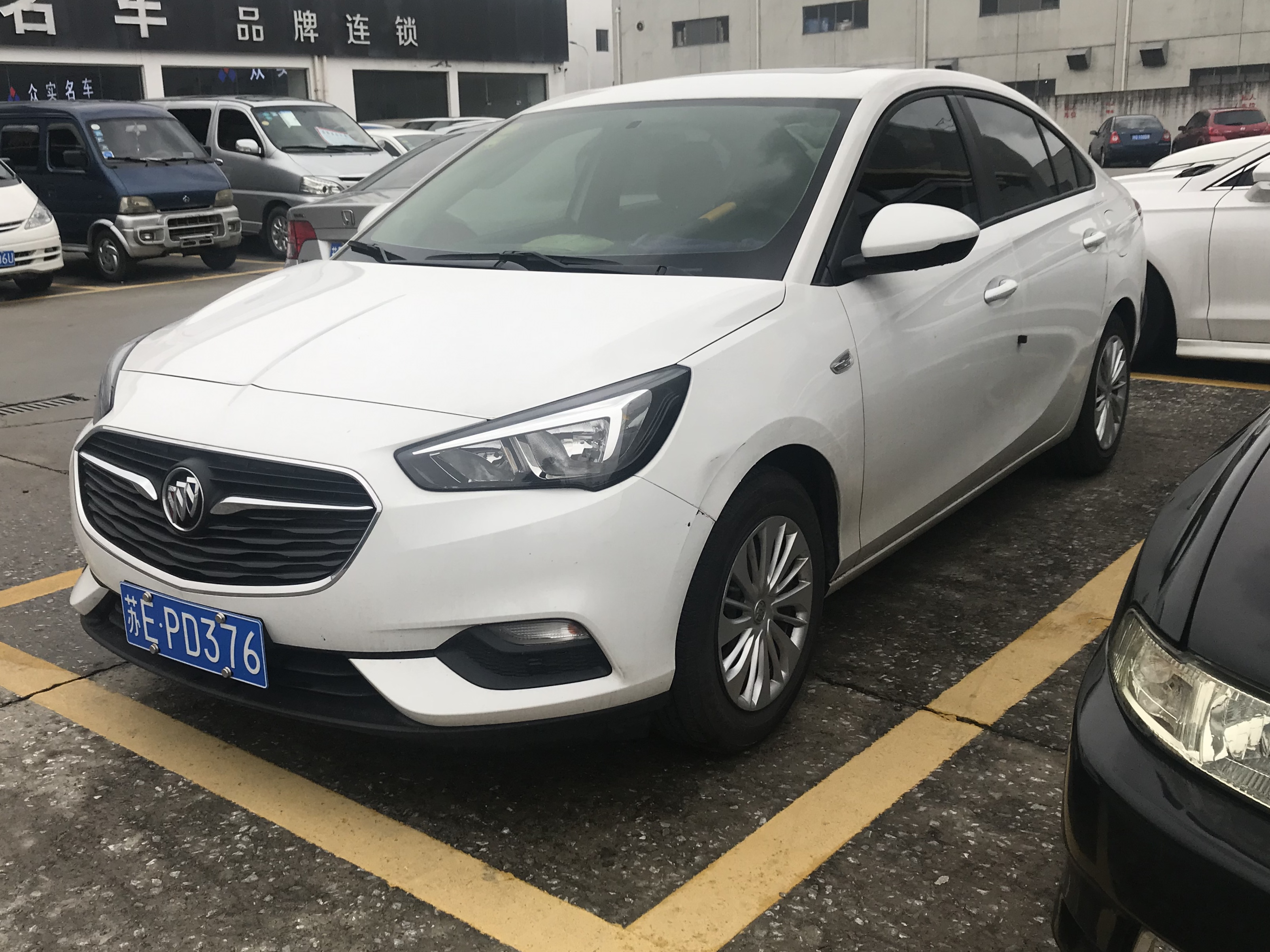
Buick Excelle II

В Китаї друге покоління Excelle пропонується в кузові хетчбек під називою Excelle XT, і є по суті перелицьованою версією Astra J та седан під назвою Excelle GT. Північноамериканська версія Excelle GT збирається в США і продається як Buick Verano.